# ドゥドゥドゥ・デ・ダダダ
「ドゥドゥドゥ・デ・ダダダ」（原題：De Do Do Do, De Da Da Da）は、ポリスが1980年のスタジオ・アルバム『ゼニヤッタ・モンダッタ』で発表した楽曲。同年、『ゼニヤッタ・モンダッタ』からの第2弾シングルとしてリリースされた。バンドの母国イギリスでは、全英シングルチャートで自身6作目のトップ10シングルとなった。また、ポリスのシングルとしては初めて、ドイツのシングル・チャートでトップ20入りした。
本作を作詞・作曲したスティングは、1993年に『インデペンデント』紙に掲載されたコメントで「ドゥ・ワ・ディディ・ディディ」（マンフレッド・マンがヒットさせた曲）、「ハイ・ロン・ロン」（ザ・クリスタルズがヒットさせた曲）、「ビー・バップ・ア・ルーラ」（ジーン・ヴィンセントがヒットさせた曲）といった曲を引き合いに出し、「なぜこれらの曲が喜びの表現として機能するのか解明しようとしていた」と語っている。
この曲は、1982年公開の映画『グローイング・アップ/ラスト・バージン』のサウンドトラックで使用された。

## 別ヴァージョン
日本では、ポリスの2度目の日本公演に伴い、「来日記念盤」と銘打って「ドゥドゥドゥ・デ・ダダダ」の日本語詞のヴァージョンがリリースされた（日本語詞は湯川れい子が担当している）。このヴァージョンはスタジオ・アルバムには未収録で、1997年発売のベスト・アルバム『ベスト・オブ・スティング&ポリス』の日本盤ボーナスCDにおいて初CD化された。
また、Ele Juarezが訳詞を担当したスペイン語詞のヴァージョンも存在し、メキシコやコロンビア等では、B面に英語詞のオリジナル・ヴァージョンを収録したシングルとしてもリリースされた。

## カヴァー
- フェイ・ウォン - アルバム『十万回のなぜ(十萬個為什麼)』(1993年)に収録。
- 大槻ケンヂ - UNDERGROUND SEARCHLIE名義のアルバム『アオヌマシズマ』（1998年）に、日本語詞ヴァージョンのカヴァーを収録。
- サード・ワールド – アルバム『ジェネレーション・カミング』（2000年）に収録。
- 荻野目洋子 - カヴァー・アルバム『VOICE NOVA』（2006年）に収録。
- トゥーツ・アンド・ザ・メイタルズ - ポリスのトリビュート・アルバム『Spirits in the Material World - A Reggae Tribute to The Police』（2008年）に提供。